# Thomas Keutner
Thomas Keutner (* 1946) ist ein deutscher Philosoph und emeritierter Professor für Philosophie an der Fernuniversität in Hagen.

## Leben
Der Sohn Herbert Keutners studierte Philosophie, allgemeine Sprachwissenschaft, Kommunikationsforschung und Psychologie in Bonn und Köln. Nach der Promotion 1979 an der Universität Bonn war er seit 1980 wissenschaftlicher Angestellter am LG Philosophie I an der FernUniversität Hagen. 1982 erwarb er das Diplom in Psychologie an der Universität Bonn. Nach der Habilitation in Hagen wurde er dort außerplanmäßiger Professor.
Seine Arbeitsschwerpunkte sind analytische Philosophie und Wissenschaftstheorie, Sprachphilosophie und Geschichte der Philosophie.

## Schriften (Auswahl)
- Die empirische Wissenschaftstheorie als „philosophische Verwirrung“ im Sinne Ludwig Wittgensteins. 1982, OCLC 165849921.
- als Herausgeber: Descartes. Frankfurt am Main 1993, ISBN 3-631-41583-4.
- Ignoranz, Täuschung, Selbsttäuschung. Kausalität in den Handlungswissenschaften. München 2003, ISBN 3-495-48103-6.
- als Herausgeber mit Roman Oeffner und Hajo Schmidt: Wissen und Verantwortung. Festschrift für Jan P. Beckmann. Frankfurt am Main 2005, ISBN 3-495-48133-8.